# Беннінгтон (Нью-Гемпшир)
Беннінгтон (англ. Bennington) — місто (англ. town) в США, в окрузі Гіллсборо штату Нью-Гемпшир. Населення — 1501 особа (2020).

## Демографія
Згідно з переписом 2010 року, у місті мешкало 1476 осіб у 564 домогосподарствах у складі 386 родин. Було 666 помешкань
Расовий склад населення:
| - 97,4 % — білих - 0,6 % — азіатів - 0,4 % — чорних або афроамериканців - 0,1 % — корінних американців |

До двох чи більше рас належало 1,1 %. Частка іспаномовних становила 0,9 % від усіх жителів.
За віковим діапазоном населення розподілялося таким чином: 25,7 % — особи молодші 18 років, 65,4 % — особи у віці 18—64 років, 8,9 % — особи у віці 65 років та старші. Медіана віку мешканця становила 38,3 року. На 100 осіб жіночої статі у місті припадало 107,3 чоловіків;  на 100 жінок у віці від 18 років та старших — 107,0 чоловіків також старших 18 років.
Середній дохід на одне домашнє господарство  становив 72 686 доларів США (медіана — 60 278), а середній дохід на одну сім'ю — 84 413 долари (медіана — 78 750). Медіана доходів становила 47 315 доларів для чоловіків та 41 250 доларів для жінок. За межею бідності перебувало 5,1 % осіб, у тому числі 2,7 % дітей у віці до 18 років та 1,6 % осіб у віці 65 років та старших.
Цивільне працевлаштоване населення становило 762 особи. Основні галузі зайнятості: освіта, охорона здоров'я та соціальна допомога — 27,7 %, виробництво — 16,8 %, роздрібна торгівля — 14,2 %.